# Quint Auli Cerretà
Quint Auli Cerretà (en llatí: Quintus Aulius Cerretanus, encara que Titus Livi l'anomena Quintus Aulus Cerretanus) va ser un magistrat romà del segle iv aC. El cognomen Cerretanus apareix també com a Corretanus. Formava part de la gens Àulia, una gens romana probablement d'origen plebeu.
Va ser cònsol de Roma dues vegades, l'any 323 aC i el 319 aC, durant la segona guerra samnita.
L'any 323 aC els cònsols Gai Sulpici Llong (cònsol per segona vegada) i Quint Auli Cerretà es van haver d'enfrontar als apulis. Es van enviar exèrcits tant contra els samnites com contra els apulis, el primer sota el comandament de Sulpici, i el segon de Cerretà. Els romans van recórrer tot el Samni i la Pulla, però no es va produir cap enfrontament amb els samnites o els apulis.
L'any 319 aC, en el seu segon consolat amb Luci Papiri Cursor Mugil·là, els romans van continuar la guerra contra els frentans als que van derrotar en un sola batalla. Els frentans van abandonar la seva ciutat i van donar ostatges al cònsol Quint Auli Cerretà.
L'any 315 aC va ser nomenat magister equitum del dictador Quint Fabi Màxim Rul·lià i va lliurar batalla contra els samnites sense consultar al dictador, amb totes les seves forces de cavalleria, i els va expulsar del camp. Va ser mort en la batalla després de matar el general dels samnites.
El germà d'Auli va venjar la seva mort. El cos d'Auli va poder ser rescatat i els samnites van aixecar el camp.